# Neuromelanin
Neuromelanin ist ein schwarz-bräunliches unlösliches und granuläres Pigment, chemisch ein organisches Polymer. Es ist im menschlichen Gehirn sowie in den Gehirnen anderer Primaten, aber auch bei Fleischfressern, Pferden und einigen Amphibienarten vorhanden.
Das Neuromelanin entsteht durch die Oxidation zytosolischer Katecholamine, beispielsweise Dopamin, Adrenalin und Noradrenalin, und kommt beim Menschen vor allem in der Substantia nigra, einem Bereich des Mittelhirns, und im Locus caeruleus des Hirnstamms vor.
Im Wesentlichen bestehen die Neuromelanine aus miteinander verknüpften Katecholamineinheiten. In Organismen sind die Neuromelanine mit Eiweißen verknüpft. Viele strukturelle Details sind in den letzten 50 Jahren gefunden worden. Ein guter historischer Überblick sowie der Stand des Wissens findet sich in einem der Standardwerke der Melanogenese. Die Funktion des Neuromelanins ist immer noch Gegenstand kontroverser Diskussionen. Nach heutigem Wissensstand scheint dieser Melanintyp im Gehirn eher schützende, antioxidative Eigenschaften zu besitzen. Bei gleichzeitigem Vorhandensein von zweiwertigen Übergangsmetallen – vor allem Eisen und Kupfer in höheren Konzentrationen – scheint Neuromelanin dort die Produktion reaktiver Hydroxylradikale beziehungsweise anderer Sauerstoffradikale zu begünstigen und durch diese Toxizität mit zur Entstehung neurodegenerativer Erkrankungen beizutragen. Dies würde unter anderem auch die Abnahme der Pigmentkonzentration im Gehirn bei Menschen erklären, die an der Parkinson-Krankheit leiden.